# Feuerschwanz
Feuerschwanz ("cauda de fogo" em alemão) é uma banda alemã de metal medieval e folk metal fundada em 2004 em Erlangen.

## História
O baixista Peter Henrici, junto com Tobias Heindl, o violinista do Fiddler's Green, e Andre Linke, outro baixista, se uniram para formar o Feuerschwanz. Logo depois, Bastian Brenner e Jan Schindler juntaram-se nas flautas e na bateria, respectivamente, com Jan mais tarde mudando para o baixo.
Em janeiro de 2007, Bastian deixou o grupo e foi substituída por Marina Regler. Um ano depois, Marina também saiu e foi substituída por Benjamin Metzner. Essas três pessoas adotaram o nome artístico de "Hodenherz", com Benjamin atualmente conhecido como "Hodenherz III" ou "Hodi".
Em 2008, o guitarrista Hans Platz se juntou à banda.
Em 25 de abril de 2014, a banda realizou seu show de dez anos no E-Werk em Erlangen. Durante a apresentação, Henrici anunciou a saída de Jan e que Felix Fischer assumiria seu lugar. A banda foi acompanhada pelo músico Thomas Lindner (Schandmaul) no palco. A gravação do concerto ao vivo foi lançada em 27 de maio de 2015.
Em 21 de maio de 2015, o Feuerschwanz foi retirado da lista de bandas que se apresentariam no Fairytale Festival na Universidade de Osnabrück e substituído pelo Reliquiae. A remoção foi uma resposta aos protestos planejados pelo corpo estudantil contra a aparição da banda devido ao suposto conteúdo misógino e sexista do seu repertório. Em resposta, a banda expressou seu desapontamento e enfatizou a natureza satírica de sua música.
Em 19 de agosto de 2016, seu sétimo álbum de estúdio, Sex is Muss, foi lançado. Este se tornou um dos seus álbuns mais populares até o momento, entrando no Top 100 das paradas de álbuns nas paradas oficiais de música alemã na posição número 7.
Em 17 de agosto de 2018, seu oitavo álbum de estúdio, Methämmer, foi lançado. Alcançou a posição 6 nas paradas musicais oficiais alemãs.
Em junho de 2019, a banda assinou com a Napalm Records.
Em 26 de junho de 2020, seu nono álbum de estúdio, Das Elfte Gebot, foi lançado. Este foi o primeiro álbum a ser lançado também em vinil. No mesmo dia, a banda realizou um concerto ao ar livre chamado 11:O:A no Castelo de Abenberg; no entanto, devido às restrições da COVID-19 na Alemanha na época, não houve participantes presenciais e o concerto foi transmitido ao vivo no canal oficial da Napalm Records no YouTube.
Em 9 de junho de 2021, o Feuerschwanz anunciou no Facebook que o baterista de longa data Sir Lanzeflott (Gruss) sairia após dezesseis anos. A banda não tinha um sucessor imediato para substituí-lo, e a bateria seria tocada por vários músicos convidados em seus próximos shows enquanto eles procuravam um substituto definitivo.
Em 14 de agosto de 2021, a banda Megaherz anunciou no Facebook a saída de seu baterista Rolf Hering e revelou que ele era o novo baterista do Feuerschwanz.
Em 30 de dezembro de 2021, seu décimo álbum de estúdio Memento Mori foi lançado. O produtor da banda, Simon Michael, assumiu a bateria, pois a posição ainda estava vaga na época da gravação. O álbum alcançou o primeiro lugar nas paradas oficiais alemãs em 7 de janeiro de 2022.
Em 21 de julho de 2023, seu décimo primeiro álbum de estúdio, Fegefeuer, foi lançado. Em 28 de julho de 2023, o álbum alcançou o topo das paradas oficiais alemãs.

## Estilo musical
A banda descreveu seus primeiros álbuns como "comédia de folk medieval", que muitas vezes eram acompanhados de linguagem impetuosa, letras humorísticas e insinuações.
Em 2020, após assinar com a Napalm Records e antes do lançamento de Das Elfte Gebot, o grupo adotou um estilo heavy metal mais sério.
O baixista Peter Henrici notou a desconexão entre a natureza cômica de sua música e o público alemão, especialmente com os primeiros trabalhos da banda, e disse que era "chocante" para os alemães ouvir humor em uma música.

## Integrantes

### Atuais
- Hauptmann Feuerschwanz (Henrici) – vocais, guitarra (2003–atualmente)
- Prinz R. Hodenherz "Hodi" III (Metzner) – vocais, guitarra, flauta (2007-atualmente)
- Johanna von der Vögelweide (Pracht) – violino (2005-atualmente)
- Hans the Upright (Platz) – guitarra elétrica (2008–atualmente)
- Rollo H. Schönhaar (Hering) – bateria (2021–atualmente)
- Jarne Hodinsson (Jamaszyk) – baixo (2018-atualmente)
- Mieze Myu (Diehl) – performer (2012–atualmente)
- Mieze Musch-Musch – performer (2006-atualmente)

### Antigos
- Eysye (Linke) – baixo (2003 - 2009)
- Walther von der Vögelweide (Heindl) – violino (2003 - 2005)
- Sir Lanzeflott (Gruss) – bateria (2005 - 2021)
- Richard Hodenherz I (Brenner) – flauta, guitarra (2004 - 2007)
- Der Knappe (Schindler) – percussão, baixo, vocais (2004 - 2014)
- Felix Taugenix (Fischer) – baixo (2014 - 2018)
- Ronja Hodenherz (Regler) – flauta, guitarra (2006 - 2007)

## Discografia
- Prima Nocte (2005)[18]
- Met und Miezen (2007)
- Metvernichter (2009)
- Wunsch ist Wunsch (2011)
- Walhalligalli (2012)
- Auf's Leben! (2014)
- Sex is Muss (2016)
- Methämmer (2018)
- Das Elfte Gebot (2020)
- Memento Mori (2021)
- Todsünden (2022)
- Fegefeuer (2023)
- Warriors (2024)